# Camille Pissarro
Camille Pissarro (rodným jménem Jacob Abraham Camille Pissarro; 10. července 1830 Charlotte Amalie – 13. listopadu 1903 Le Havre) byl francouzský impresionistický malíř. Jeho význam není jen v jeho vlastním přínosu pro umění, ale také v jeho patronském přístupu k dalším umělcům kolem něj, zvláště k Paulu Cézannovi.

## Život a dílo

### Dětství
Narodil se na Ostrově svatého Tomáše v Malých Antilách v Karibském moři, východně od Portorika. Ostrov patřil Dánsku, od něhož jej roku 1860 koupily Spojené státy americké. Dnes tvoří součást Panenských ostrovů (Virgin Islands). Jeho otec Frederick Pissarro byl francouzský Žid, zatímco matka Rachel, rozená Manzano-Pomié, byla rodilá Kreolka. Jejich sňatek způsobil rozruch v místní židovské komunitě, jednak proto, že Rachel nebyla židovka, ale také proto, že byla dříve vdaná za Frederickova strýce. Mladý Camille Pissarro proto nesměl studovat v židovské škole a byl nucen navštěvovat školu pro černošské děti, což později ovlivnilo jeho ranou tvorbu.
Rodina Pissarrových provozovala v hlavním městě ostrova Charlotte Amalie galanterii. Dům, ve kterém se rodinný obchod nacházel, byl později pojmenován The Pissarro Building a je v ulici Dronnigens Gade 14. Rodina žila v rozlehlém apartmá ve vrchním patře budovy s výhledem na hlavní ulici městečka.
Pro malé přístavní městečko Charlotte Amelie byla tato doba plná vzruchu. Tucty obchodních lodí zde zastavovaly každý týden se zbožím na prodej. Město v té době mělo status „svobodného přístavu“. Díky tomu a příznivým povětrnostním podmínkám se Ostrov sv. Tomáše stal významným překladištěm mezi Amerikami, Evropou a Afrikou. Tak jako byly rozdílné trasy obchodních lodí, byly rozdílní lidé a kultury, které se na ostrově setkávaly. Doma v rodině mluvil Camille jako dítě francouzsky, zatímco s černošským obyvatelstvem ostrova španělsky či anglicky.

### Internátní škola v Paříži
Rodiče jej ve věku 12 let poslali do internátní školy v Paříži. Zdejší ředitel si povšiml jeho zájmu o umění a poradil mu, ať využije života v tropech ke kreslení kokosových palem. Když se Camille v roce 1847 vrátil na Ostrov sv. Tomáše, vzal si tuto radu k srdci.

Věnoval svůj veškerý volný čas skicování – a to nejen palem a dalších exotických rostlin, ale i všedního života, který ho obklopoval. Zas a znova kreslil povozy, které po slunných cestách tahali osli, či černošské ženy, které na plážích praly prádlo. V těchto kresbách se poprvé objevila jeho povaha prostého a upřímného pozorovatele.

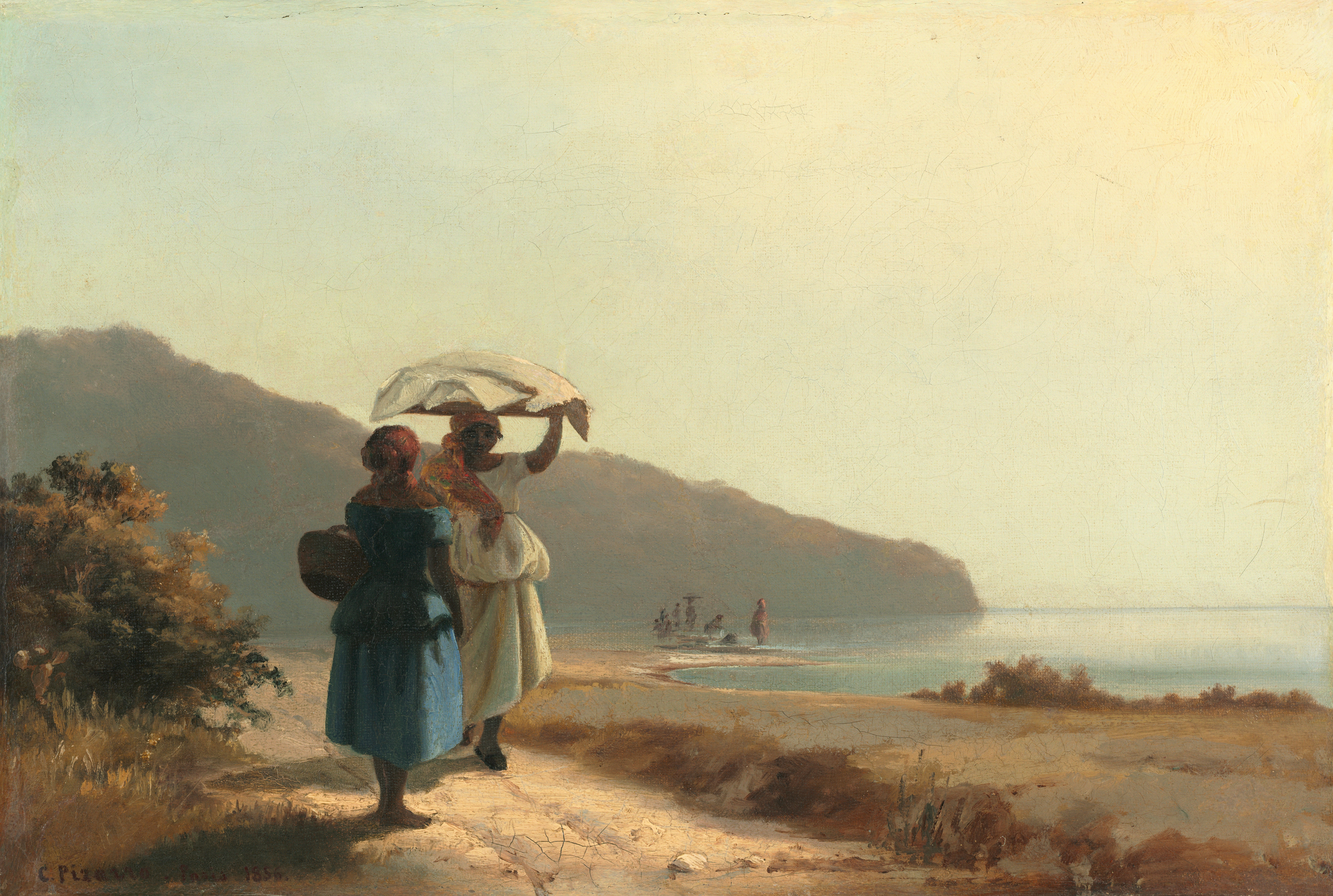
Ženy si povídají u moře (Sv. Tomáš, 1856)

Kdykoli ho otec poslal do přístavu, aby dohlížel na příjezdy obchodních lodí, bral si mladý Camille svůj skicář s sebou. Mezitím, co zapisoval počty beden se zbožím, které byly z lodí vykládány, kreslil skici barvitého života v přístavu a lodí, proplouvajících kolem dánských pevností na pobřeží. Celých pět let se nadějný umělec snažil najít rovnováhu mezi každodenními povinnostmi a svým koníčkem. Protože se mu nepodařilo získat od rodičů požehnání k tomu, aby svůj život zasvětil umění, utekl z domova a za sebou zanechal pouze vzkaz pro rodiče. Ve společnosti Fritze Melbeye, dánského malíře z Kodaně, se kterým se Camille potkal v přístavu, odplul do Venezuely. Jak později sám řekl: „Dal jsem se na útěk do Caracasu, abych se zbavil předsudků pramenících z buržoazního života.“

### Útěk z domova a cesta do Venezuely
Člověk si může lehce představit potěšení, které Camille pociťoval ve svých třiadvaceti letech z náhle nabyté svobody. Pro mladého umělce to byl čas snění, objevování a růstu. Pod Melbeyovým dohledem tvořil vodovými barvami, tužkou a tuší; mnoho děl z této doby je popsáno ve španělštině a podepsáno Pizzarro.
Rodiče se nakonec smířili s jeho ambicemi a přislíbili mu podporu do roku 1852. Camille se vrátil na Ostrov sv. Tomáše, ale hned nato opět svůj domov opustil. Odjel do Paříže za dalším vzděláním a také, aby konečně šel za svým snem.

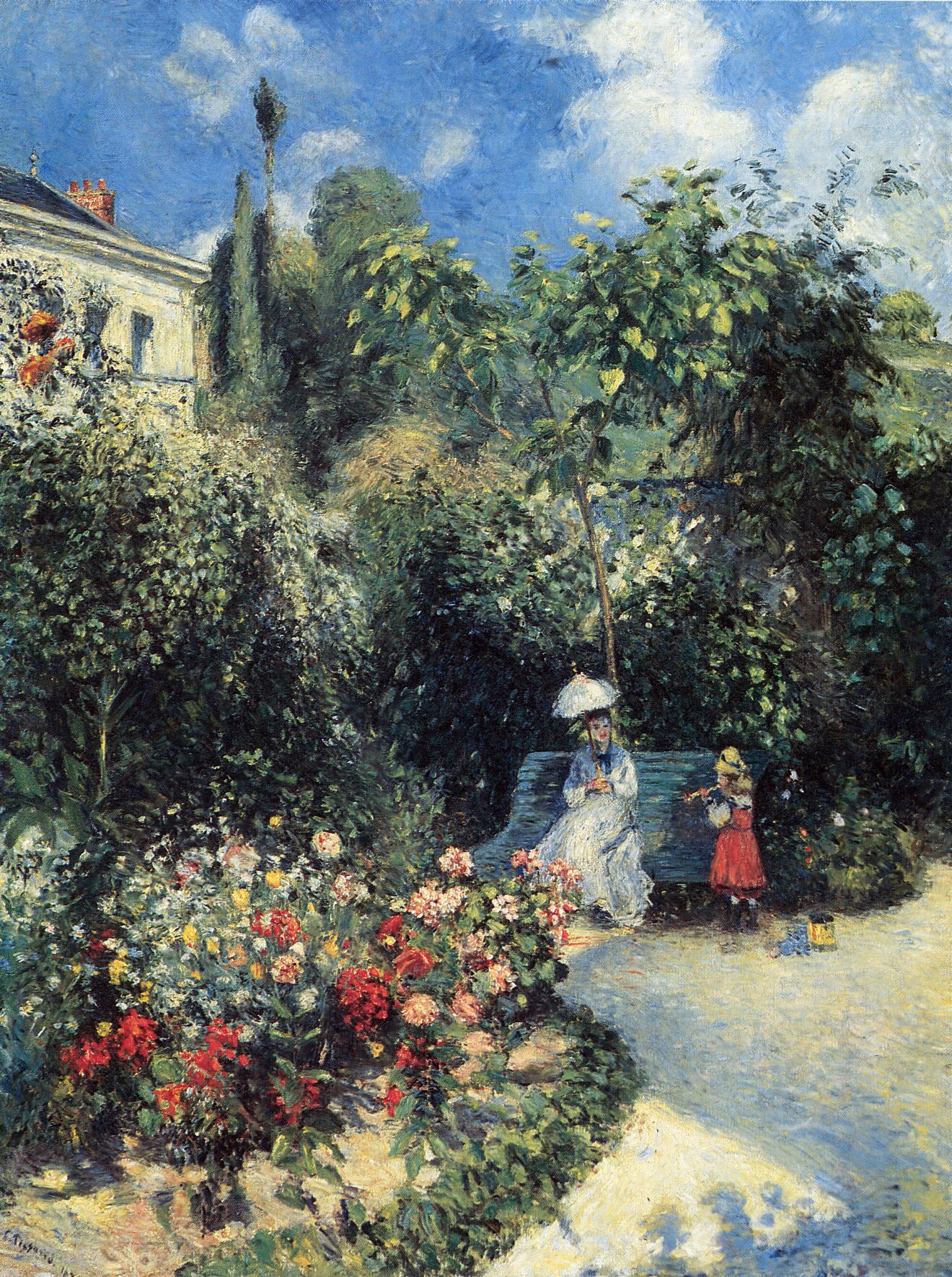
Zahrada v Pontoise (1877)

### Začátky v Paříži
Protože na přednáškách akademicky uznávaných učitelů nenacházel žádnou inspiraci, přitahovaly ho okrajové umělecké směry a umělci, jejichž díla se neshodovala se styly přijímanými širokou veřejností. V jejich dílech začal vidět výjevy, které vystihují umělce stejně výmluvně jako jeho dílo. Jeho zrak byl veden způsobem, jakým se scenérie a předměty odrážely v mysli. Každou stránku předlohy zaznamenával ve svém díle věrně, zvláště světelné podmínky. Pissarro chápal světlo jako neoddělitelné od předmětů, které osvětluje.
Většina odborníků na umění té doby nepochopila význam těchto změn a výrazné odlišnosti od tehdejší klasiky. Zastánci takzvané „staré školy“ zkoumali nové směry pouze z technického hlediska – zrnitost, kterou se nová díla vyznačovala, označovali za chybu malíře.

Nalezení svého osobního vyjádření bylo pro mladého umělce velmi složité. Během období, kdy byl Camille ke svým dílům velmi kritický, se záměrně distancoval od svých učitelů Melbeye a Camille Corota, aby se oprostil od jejich vlivu na vlastní tvorbu. Poté nastala náhlá změna. Náhodná setkání s Monetem a Cézannem, jejichž prostřednictvím získal mnoho nových známostí, přinesla do jeho tvorby nový vhled a povzbuzení.

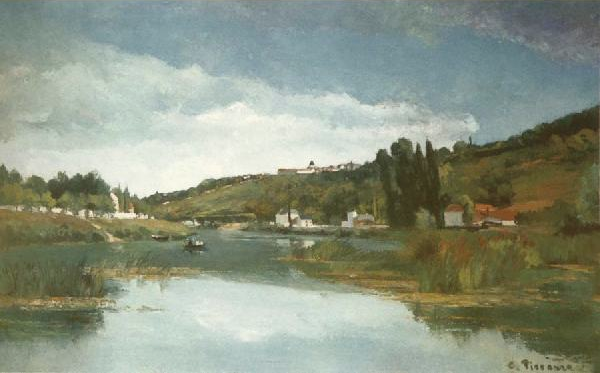
Marne v Chennevieres (1865)

Několik let poté, co Camille přijel do Paříže, svěřili rodiče rodinný podnik správci a usadili se také v Paříži, kde si najali služku jménem Julie Vellay, která se později stala umělcovým největším obdivovatelem a celoživotní partnerkou.

### Snaha o nezávislost
Znechuceni marnými pokusy vypořádat se s nevlídnou kritikou organizátorů oficiálních výstav, rozhodli se Pissarro a Monet v roce 1874 organizovat nezávislé výstavy, kterých se později účastnili i umělci jako Auguste Renoir, Alfred Sisley, Armand Guillaumin, Edgar Degas, Paul Cézanne a Berthe Morisot.
Umělečtí kritikové se někdy zaměřují na nové a neznámé jako na něco škodlivého, a tak se i Pissarro a jeho kolegové setkali s bouřlivou opozicí. Umělecká společnost, která si v tomto období vážila technických detailů a fotografické přesnosti, očekávala od umělců, že budou své náměty idealizovat. Proto byly první výstavy doprovázeny ostře kritickými články, které poprvé uvedly termín „impresionista“ (od impression, dojem) jako urážku. Přijetí těchto umělců širokou veřejností bylo velmi pozvolné, stěží dosažené za jejich života.

### Pissarro ve středu impresionistického hnutí

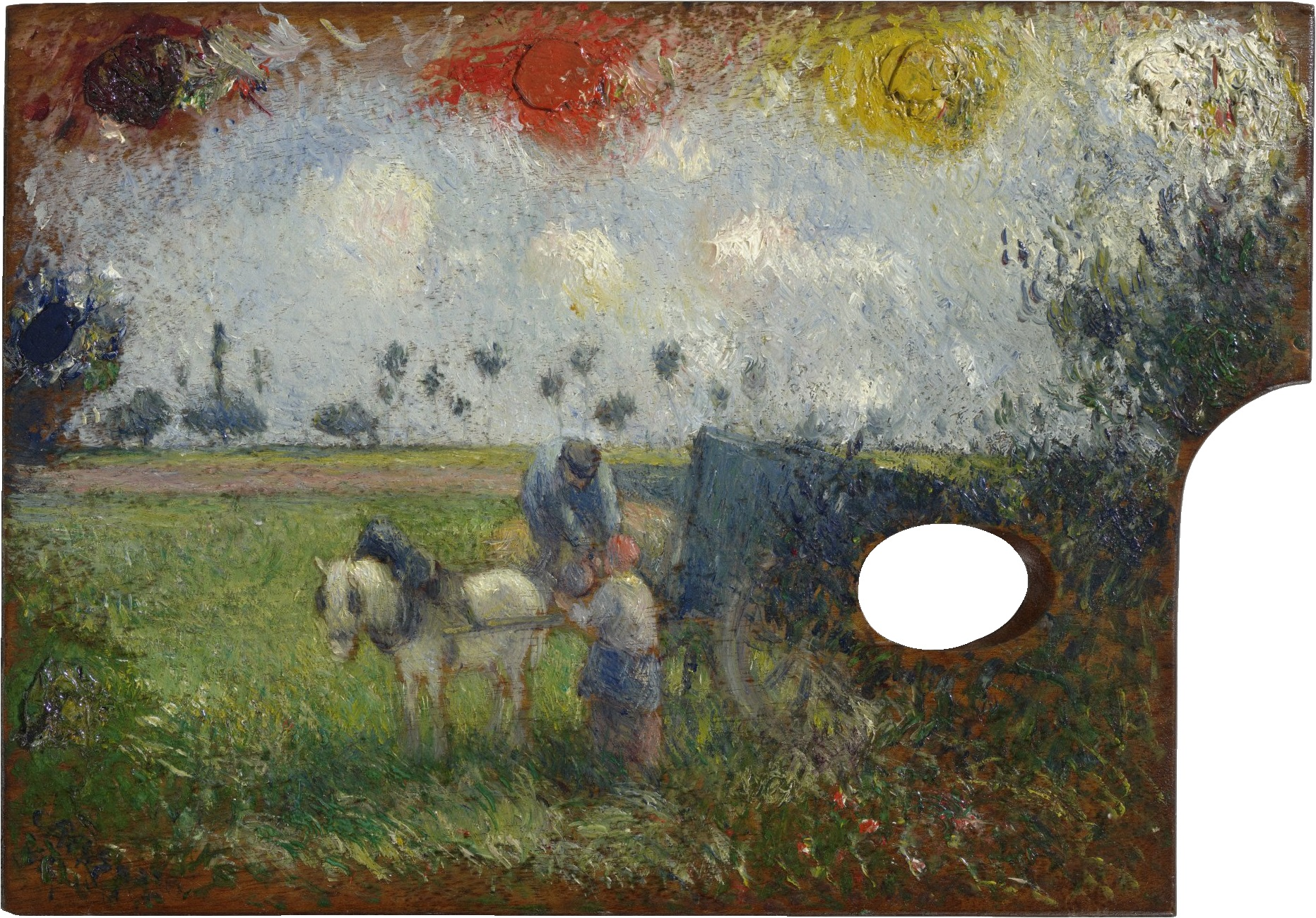
Paleta s krajinou (1878)

V Rewaldově knize můžeme najít fascinující záznam těchto let. Výzvy v Pissarrově životě byly stejně náročné jako ty, se kterými se setkávalo hnutí, soustředěné kolem jeho osoby. Byl to muž, který se postavil překážkám se silou a důstojností.
Mnoho let impresionisté, i přes materiální nouzi, usilovali o získání uznání ve společnosti a ve světě. Pissarro, jako jejich vlajkonoš, zůstával věrný i svým vlastním vizím.

### Umělecké experimenty

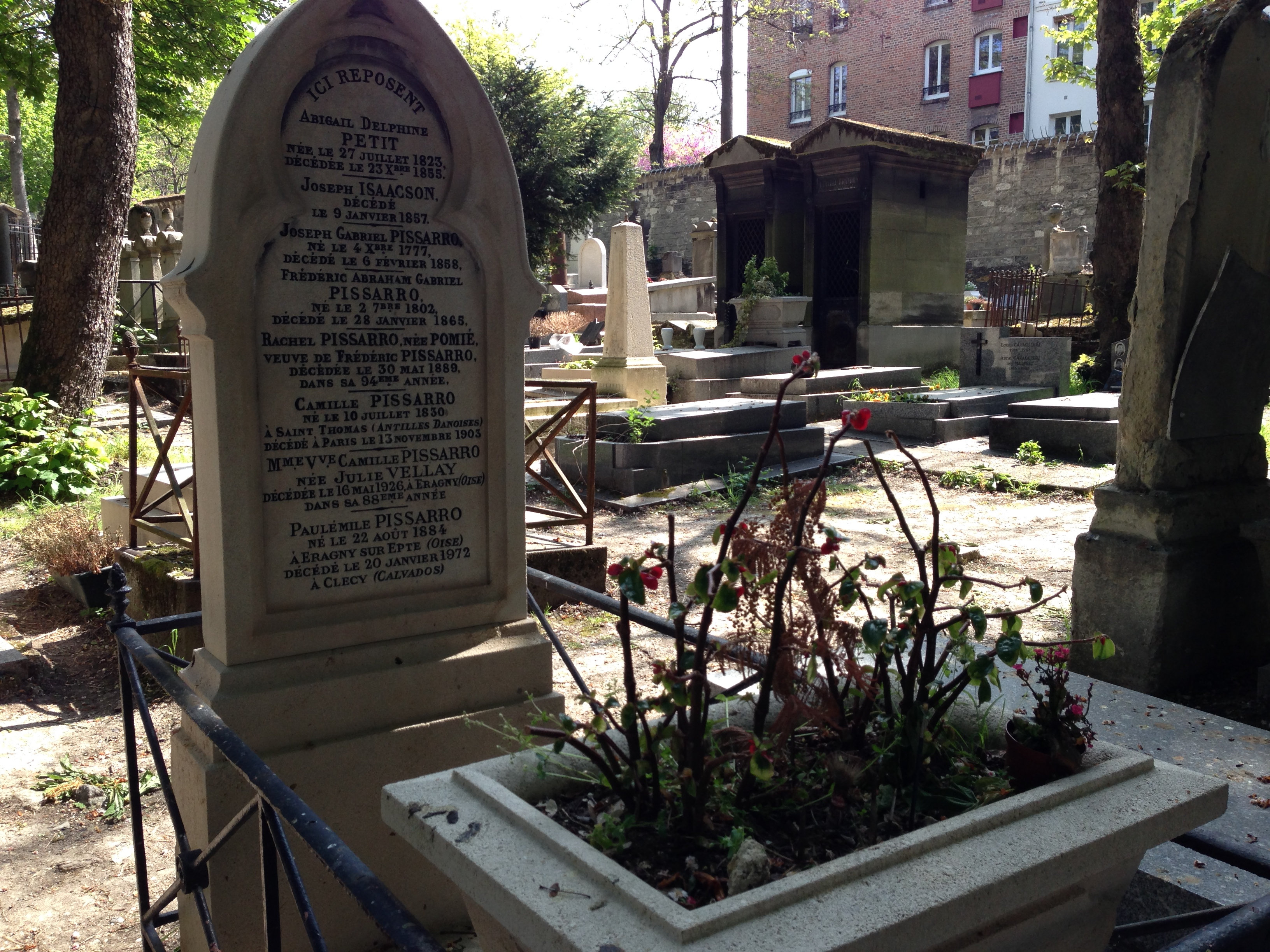
Hrob Camilla Pissarra na pařížském hřbitově Père-Lachaise.

Experimentoval s teoriemi umění, studoval vlivy světla, klimatu a ročních období a přinesl nové techniky do umění. Tyto poznatky spojil v nový styl, který si i v rámci impresionismu zachoval svoji originalitu a svébytnost. Pissarro byl mimořádně uznávaný jako učitel. Stal se středem skupiny malířů – Auguste Renoir, Claude Monet, Edgar Degas, Paul Cézanne –, kteří si všichni vážili jeho umění a často se k němu obraceli pro inspiraci. Pissarro se díky této velkorysosti ducha významně zasloužil o věhlas impresionistů.

### Uznání na sklonku života
V 62 letech konečně získal vážnost, která se mu po celý život vyhýbala. Jeho obrazy postupně začaly získávat větší ceny na aukcích a nová generace umělců velmi obdivovala jeho dílo. Pissarro nikdy neztratil svou schopnost udržet si nadšení, lásku k přírodě a schopnost zachytit zářivý život kolem na plátno s nezapomenutelnou jasností a půvabem.
Camille Pissaro zůstal aktivním a produktivním malířem až do konce svého života. Zemřel 13. listopadu 1903 v Paříži. Pochován je zde na hřbitově Père-Lachaise. Přežili ho synové Lucien, Georges, Ludovic-Rodolphe, Paul Emile a dcera Jeanne.

## Základní životopisná data
- 1842–1847 navštěvoval školu v Passy u Paříže, začínal kreslit.[3]
- 1847–1852 pracoval v rodinném obchodě na Ostrově sv. Tomáše.
- 1852–1854 spolu s dánským malířem Fritzem Melby pobýval v Caracasu.[4]
- 1855 vrátil se domů a v říjnu odjel do Paříže, kde maloval krajiny ovlivněné tvorbou Camille Corota.
- 1859–1861 navštěvoval soukromou školu Académie Suisse v Paříži, kde poznal Moneta a Cézanna.[5]
- 1860 seznámil se s Julií Velleyovou, s níž se oženil 1871. Měli spolu 7 dětí.[6]
- 1863 narodil se jeho nejstarší syn Lucien, později rovněž malíř.
- 1866 přestěhoval se do Pontoise, dnes severozápadní předměstí Paříže.
- 1869 přestěhoval se do Louveciennes na západním předměstí Paříže.
- 1870–1871 během prusko-francouzské války žil v Londýně. Po návratu domů zjistil, že se z 1500 jeho a Monetových obrazů dochovalo jen 40. Prusové, kteří Louveciennes okupovali, plátna používali jako řeznické zástěry.[7]
- 1872–1878 žil opět v Pontoise, maloval společně s Cézannem a Armandem Guillauminem.
- 1874–1877 zajížděl malovat ke svému příteli, malíři Ludovicu Piette, do Bretaně.
- 1877 spolupráce s Gauguinem.
- 1882–1884 žil v Osny na severozápadním předměstí Paříže.
- 1884 přestěhoval se do Éragny-sur-Epte v Normandii, kde pobýval až do konce života. Narodil se jeho nejmladší syn Paul-Emile.
- 1885 poznal Signaca a Seurata. Pod jejich vlivem až do roku 1891 maloval ve stylu pointilismu. Příklon k anarchismu.
- 1888 počátek oční choroby.
- 1890 v Londýně navštívil syna Luciena, pak ještě 1892 a 1897.
- 1894 odjel do Belgie ze strachu před pronásledováním anarchisty.
- 1894–1903 maloval urbánní motivy v Rouenu, Paříži, Dieppe a Le Havre, vzhledem k oční nemoci zpravidla z oken hotelových apartmánů.
- 1903 zemřel a byl pohřben na Hřbitově Père-Lachaise v Paříži.

## Výstavy

### Kolektivní
- Na Salony byly jeho obrazy přijaty v letech 1859, 1864, 1865, 1866, 1868, 1869 a 1870.
- Roku 1863 vystavoval na Salónu odmítnutých.
- Jako jediný umělec se zúčastnil všech osmi kolektivních výstav impresionistů v letech 1874, 1876, 1877, 1879, 1880, 1881, 1882 a 1886.
- V roce 1889 zastoupen na stoleté přehlídce francouzského umění na světové výstavě v Paříži a vystavoval s avantgardní skupinou Dvacet v Bruselu.

### Samostatné
- 1883 první samostatná výstava v Galerii Durand-Ruel v Paříži.
- 1886 v Galerii Durand-Ruel v New Yorku.
- 1892 v Galerii Durand-Ruel v Paříži. Retrospektiva, vystaveno 70 obrazů. Velký úspěch, zlom v přijímání Pissarrova díla veřejností i kritikou.

### Zastoupení v České republice
Národní galerie v Praze vystavuje ve Sbírce moderního a současného umění ve Veletržním paláci tři Pissarovy olejomalby: Pontoise (1867), Zahrada ve Val Hermeil (1880) a V zelinářské zahradě (1881).

## Galerie

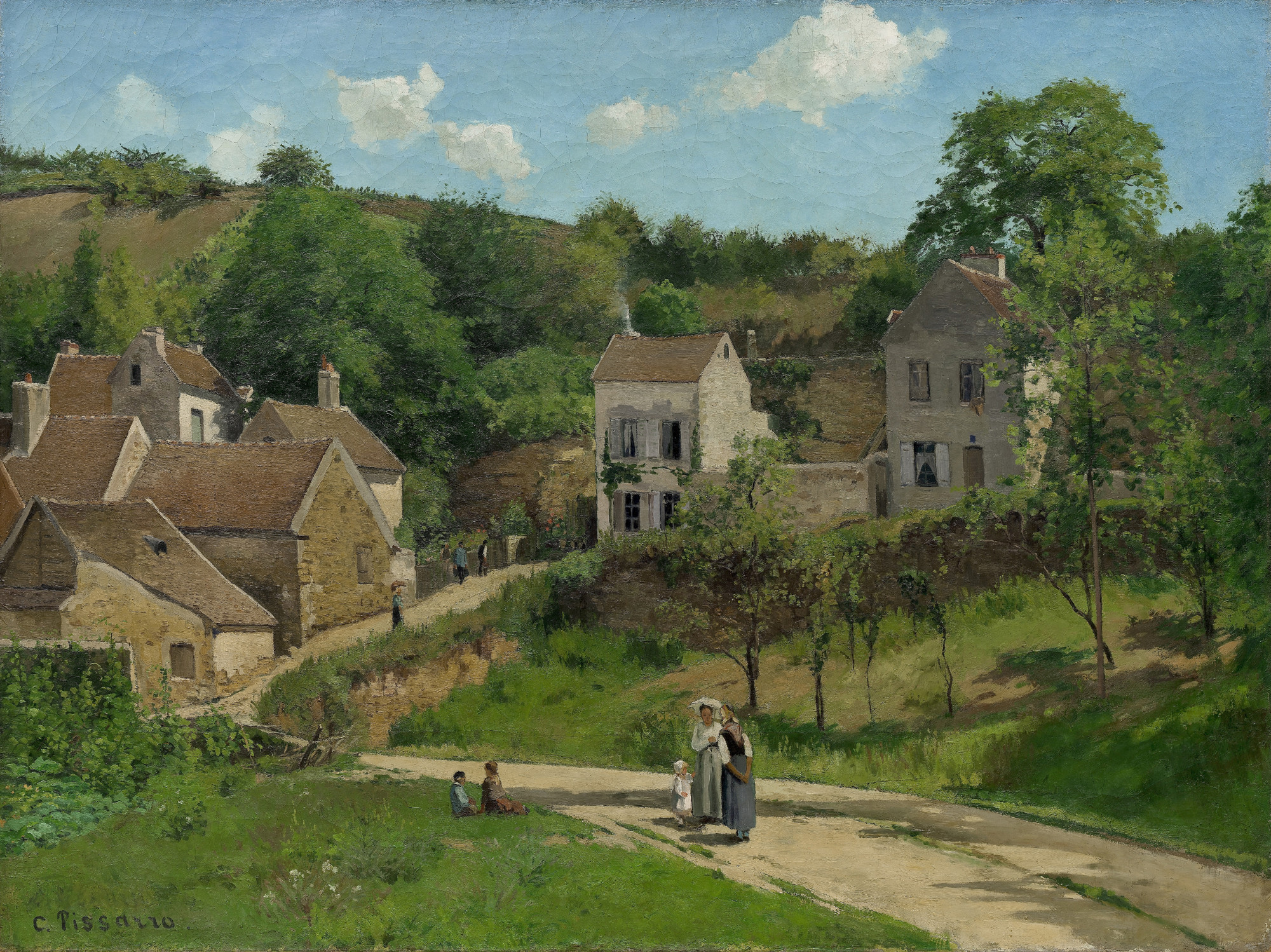
Poustevna v Pontoise (1867)
Sad (1872)
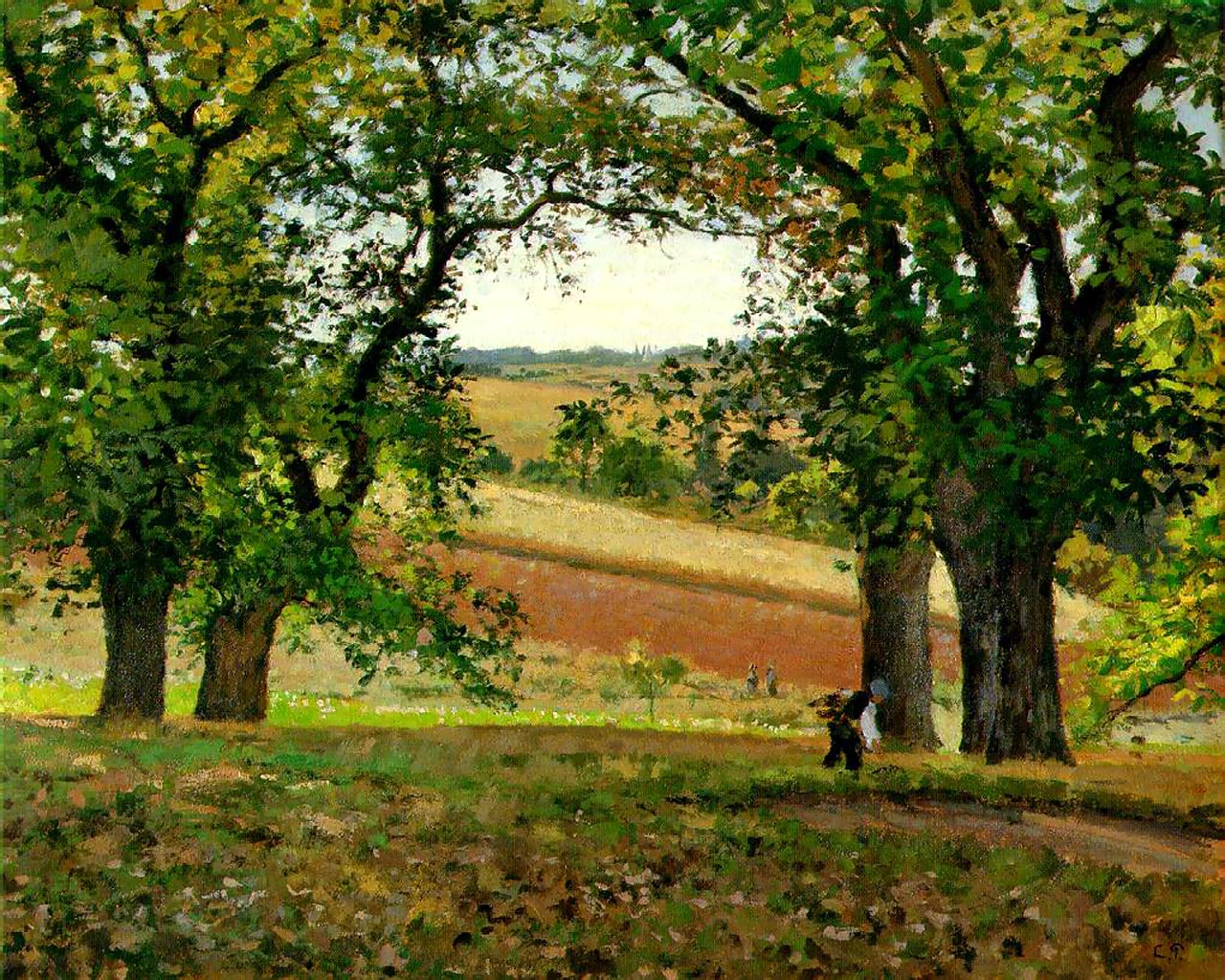
Kaštany v Osny (1873)
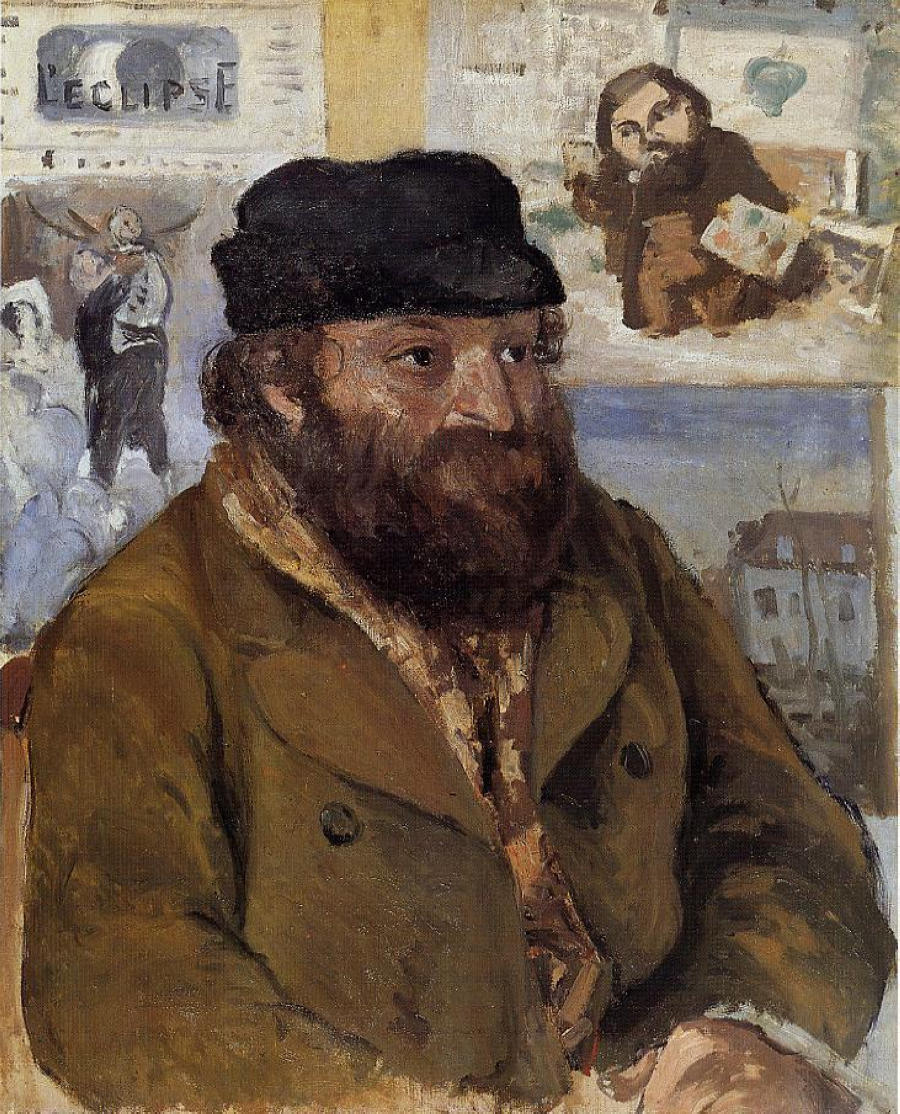
Paul Cézanne (1874)
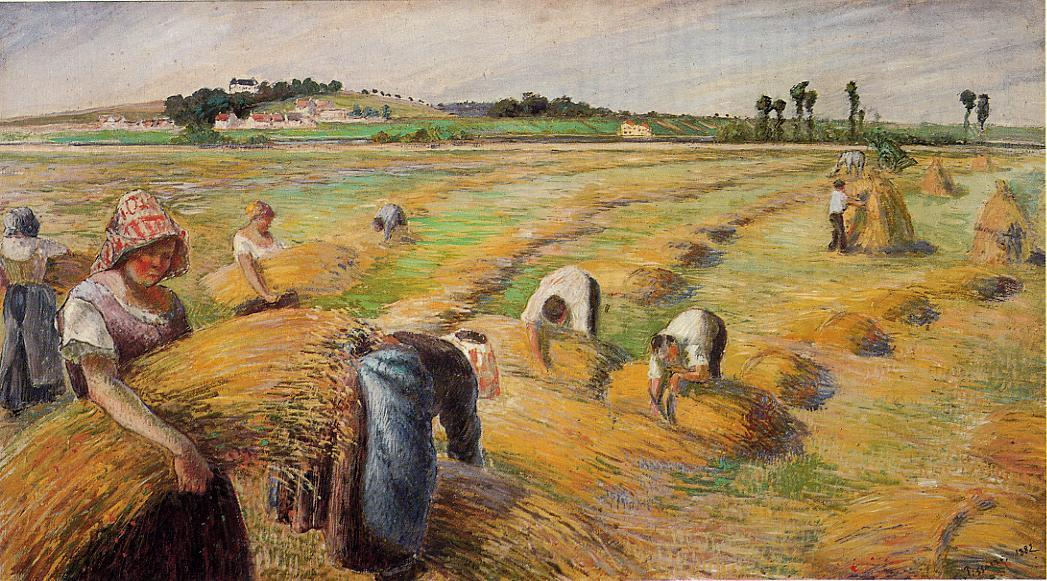
Žně (1882)
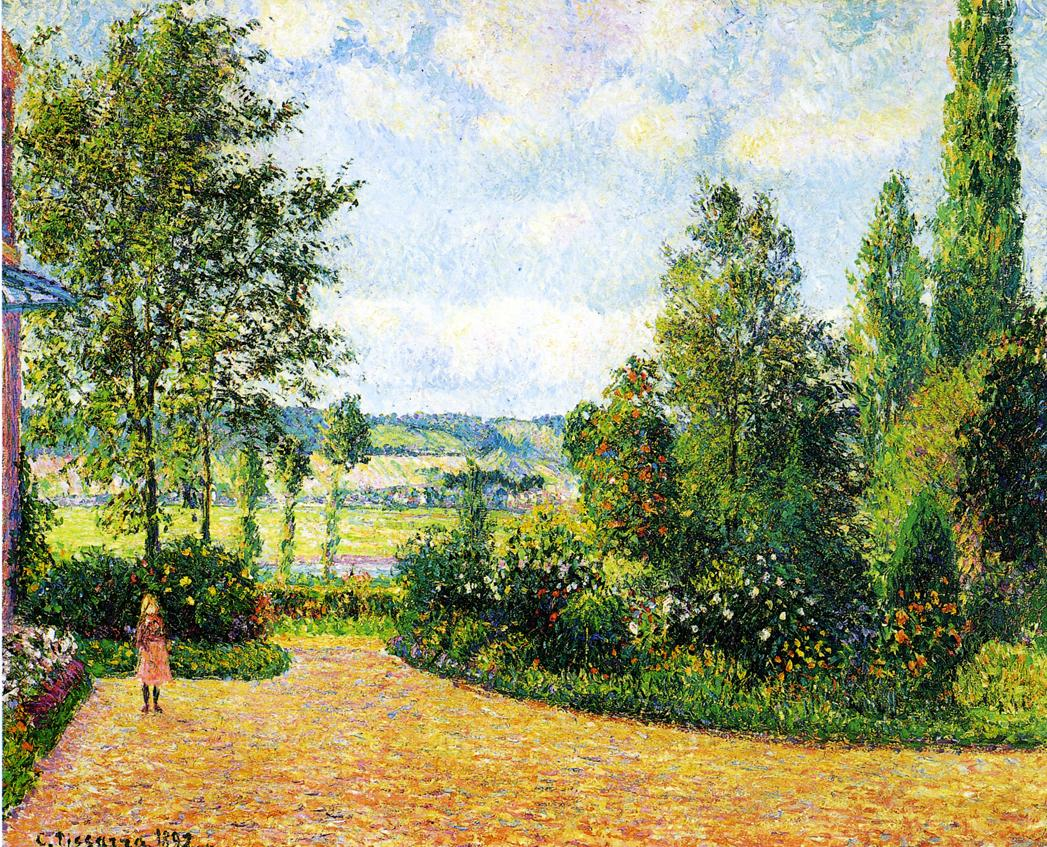
Zahrada Mirbeaux v Damps (1891)
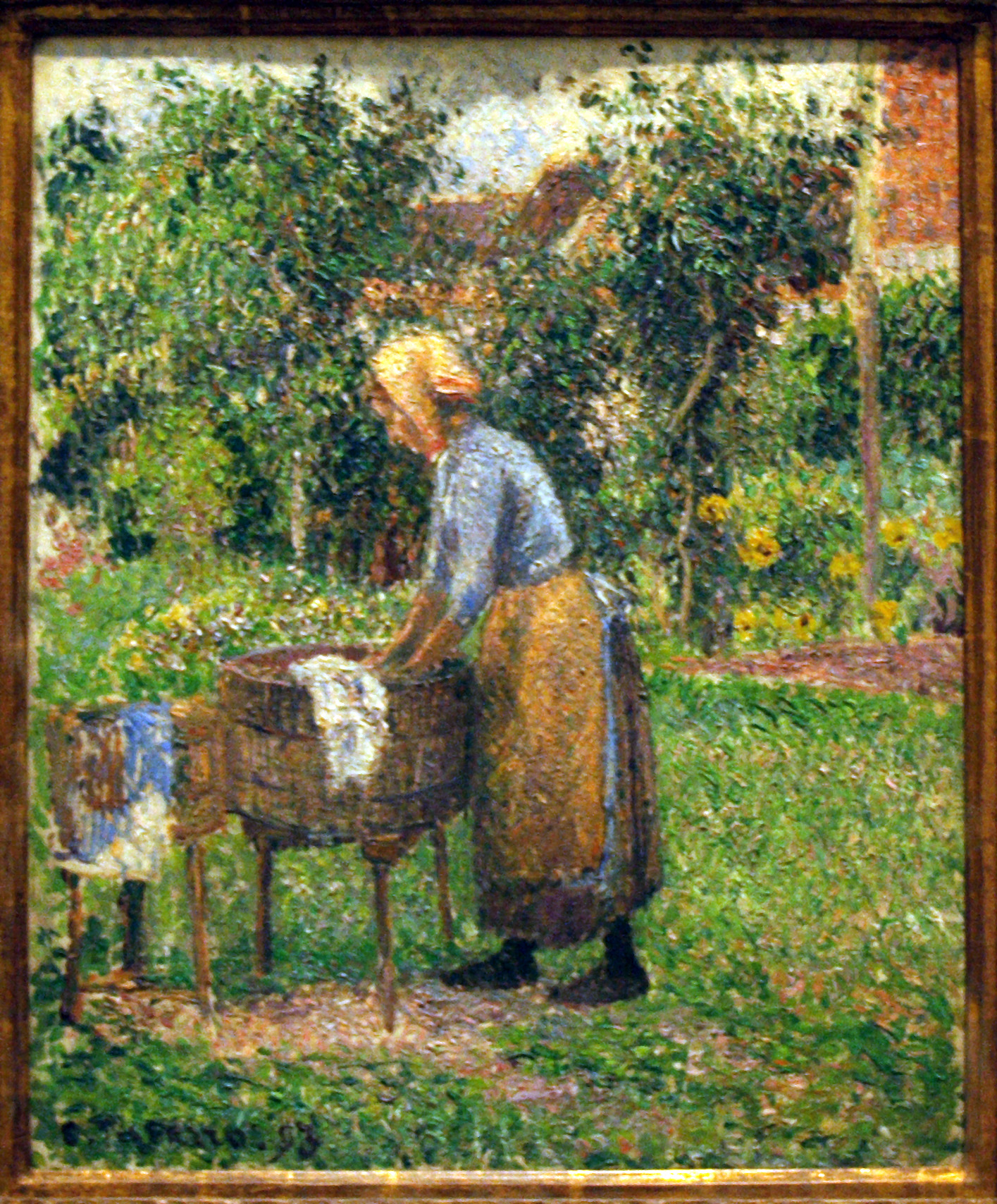
Pradlena v Eragny (1893)
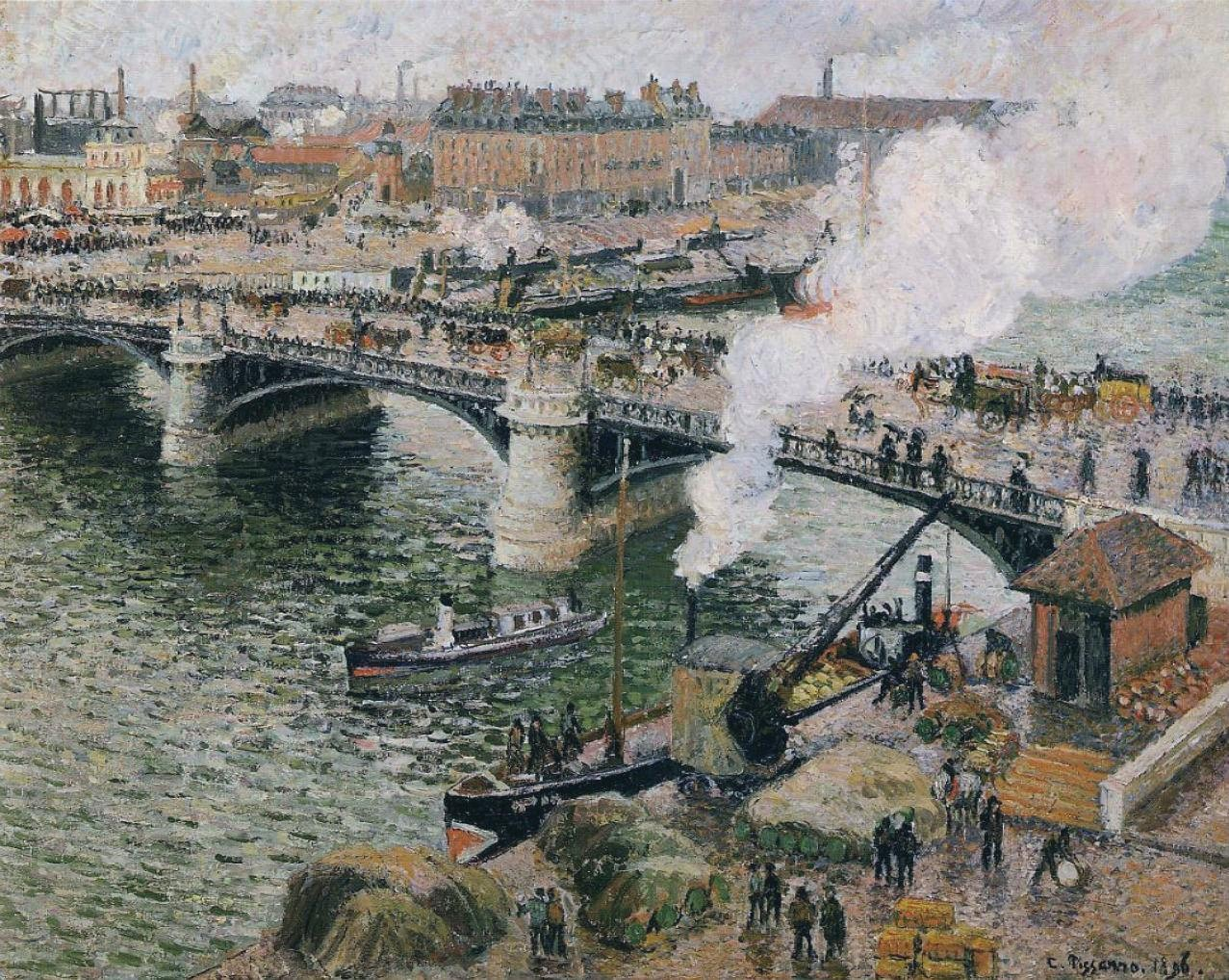
Most v Rouenu za deště (1896)
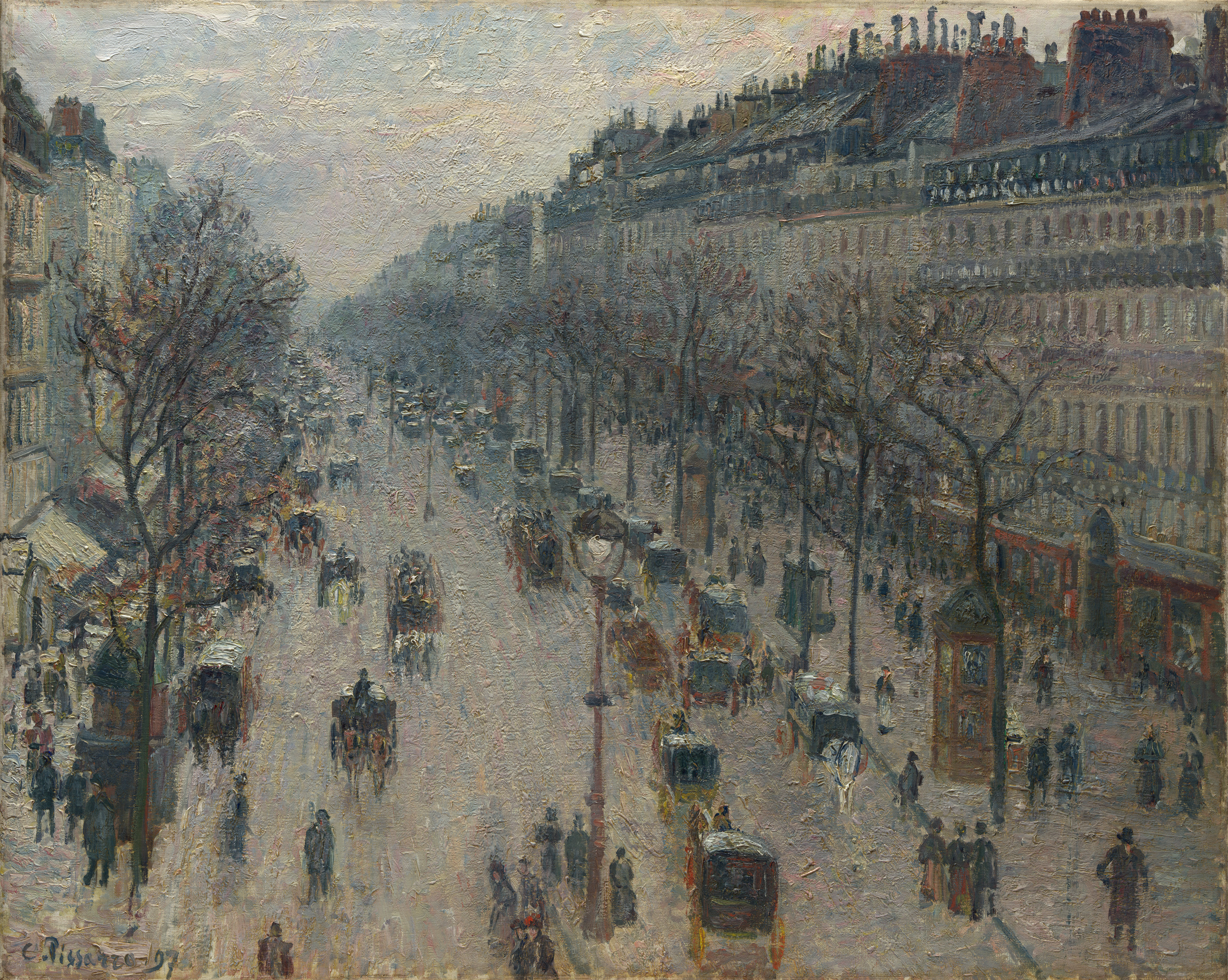
Zimní ráno na boulevard Montmartre (1897)